# Bolgrad
Bolgrad (în bulgară Болград, în rusă Болград, în ucraineană Болград, transliterat: Bolhrad) este un oraș în regiunea Odesa (Ucraina), centru administrativ al raionului omonim. Este situat la o distanță de 176 km sud-vest de orașul Odesa și la 7 km de frontiera cu Republica Moldova, pe drumul M15 (E87), între Odesa și portul românesc Galați.
Orașul este situat la o altitudine de 66 metri, pe malul nordic al limanului Ialpugului (la vărsarea râului Ialpug în liman. Are 16,302 locuitori, inițial în majoritate bulgari, mai recent în majoritate ruși.
Împrejurimile Bolgradului sunt populate în principal de etnici bulgari. Bolgradul este și el populat cu un număr mare de bulgari basarabeni (o treime din locuitori) și este considerat de localnici drept capitala culturală a bulgarilor din Basarabia.

## Istoric

### Începuturi
Teritoriul actualului oraș Bolgrad a fost locuit încă din cele mai vechi timpuri. Au fost descoperite urme arheologice ale mai multor așezări omenești : din epoca cuprului (cultura Gumelnița, mileniile IV - III î.Hr.), din epoca bronzului sau din primele secole ale erei noastre, Dimitrie Cantemir precizînd că în antichitate s-a denumit Aepolium iar în Evul Mediu timpuriu Tintul . 
În Evul Mediu tardiv, a existat aici un oraș moldovenesc cu numele de Palada, distrus în secolul al XVI-lea ca urmare a războaielor dintre moldoveni pe de o parte și turci și tătari pe de altă parte. Palada a fost cucerită de Turci în 1538 și denumită, de ei și de Tătari, Tobak. El figurează pe harta realizată de voievodul cărturar Dimitrie Cantemir în lucrarea sa Descriptio Moldaviae (Descrierea Moldovei), scrisă în limba latină în perioada 1714-1716. 
Prin Tratatul de pace de la București, semnat pe 16/28 mai 1812, între Imperiul Rus și Imperiul Otoman, la încheierea războiului ruso-turc din 1806–1812, Rusia a ocupat teritoriul de est al Moldovei dintre Prut și Nistru, pe care l-a alăturat Ținutului Hotin și Basarabiei/Bugeacului luate de la turci, denumind ansamblul Basarabia (în 1813) și transformându-l într-o gubernie împărțită în zece ținuturi (Hotin, Soroca, Bălți, Orhei, Lăpușna, Tighina, Cahul, Bolgrad, Chilia și Cetatea Albă, capitala guberniei fiind stabilită la Chișinău). 
Ca urmare a anexării Bugeacului de către ruși, musulmanii turco-tătari au părăsit acest teritoriu și s-au stabilit în Dobrogea și în Bulgaria. 
Pentru a-și consolida stăpânirea asupra Basarabiei, autoritățile țariste au sprijinit începând din anul 1812 stabilirea în sudul Basarabiei a familiilor de imigranți bulgari din sudul Dunării, aceștia primind terenuri de la ocupanții ruși ai Basarabiei. La propunerea guvernatorului militar al Basarabiei, generalul Ivan Inzov, coloniștii bulgari au întemeiat în 1821 un oraș nou pe malul nordic al limanului Ialpug, puțin la sud de localitatea abandonată Tobak. Generalul Inzov este așadar considerat de bolgrădeni ca "Întemeietorul orașului Bolgrad" . În noiembrie 1846, ca urmare a dorinței testamentare a generalului Inzov, sicriul cu rămășițele sale pământești au fost aduse de la Odesa la Bolgrad pentru a fi înmormântat în Biserica "Sf. Mitrofan". 
La 21 mai 1828, prin oraș au trecut armatele ruse în frunte cu țarul Nicolae I al Rusiei, care se deplasau spre Dunăre pentru a lupta împotriva Turcilor. În 1830 au venit aici 200 de familii bulgare, numărul de locuitori crescând la 3.645 de persoane. Bulgarii din Sliven și Iambol și-au format comunitățile lor proprii, astfel încât cele două principale cartiere ale orașului au primit numele de Sliven și Iambol . 
În anii 1840, Bolgradul a devenit unul din centrele industriale și comerciale ale Basarabiei. Cea mai mare parte a populației era angajată în activitatea meșteșugărească, existând și oameni ocupați cu agricultura. În anul 1840 existau în localitate 40 mici întreprinderi industriale care fabricau faianță (4), cărămidă (4), ceramică (2), lumânări (14), săpun (1), vopsele (8) și ulei (3) . În fiecare dintre aceste ateliere lucrau doar 5-6 oameni.

### Perioada primei administrații românești (1856-1878)
În anul 1853, la începutul războiului dintre Rusia și Turcia, s-a format la Bolgrad un regiment de voluntar sub comanda lui P. Gromadov. În urma Tratatului de la Paris din 1856, care încheia Războiul Crimeii (1853-1856), Rusia a retrocedat Moldovei o fâșie de pământ din sud-vestul Basarabiei (cunoscută sub denumirea de "Cahul, Bolgrad și Ismail"). În urma acestei pierderi teritoriale, Rusia nu a mai avut acces la gurile Dunării. În urma Unirii Moldovei cu Țara Românească din 1859, acest teritoriu a intrat în componența noului stat România. 
Satul Cubei a devenit punct de trecere a frontierei româno-ruse. Pentru a scăpa de la poliția turcă și austriacă, în 1858 a trăit acolo revoluționarul și poetul bulgar Gheorghi Rakovski. El a scris mai multe poezii, inclusiv volumele Întârziere în carantina din Cubei și Amintiri din trecutul Bulgariei.

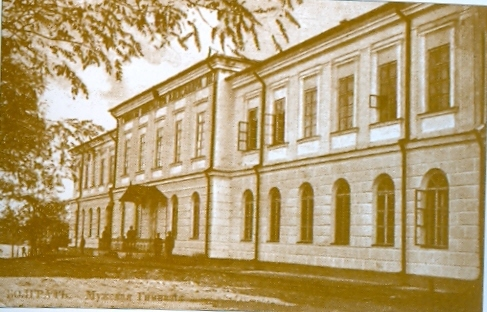
Gimnaziul din Bolgrad

La 28 iunie 1858, autoritățile moldovenești de sub conducerea caimacamului Nicolae Vogoride  au înființat un gimnaziu bulgar la Bolgrad, ceea ce a avut un efect pozitiv asupra dezvoltării educației și culturii bulgare, acesta fiind în fapt primul gimnaziu bulgar modern. De asemenea, s-a sprijinit înființarea unei biblioteci și a unei tipografii la Bolgrad (1860).
În 1860, guvernul Principatelor Române a început să recruteze soldați din satele din sudul Basarabiei. Nemulțumiți de acest lucru, coloniștii bulgari au ales în 1861 o delegație de 500 de reprezentanți din toate satele locuite de ei și au trimis-o la Bolgrad pentru a discuta cu organele administrative românești. Coloniștii bulgari s-au adunat în piața din centrul orașului Bolgrad, de unde unii au aruncat cu pietre și făclii aprinse în clădirea primăriei. Comandantul militar al orașului a cerut manifestanților să-i predea pe organizatori pentru a fi judecați. Nereușind să dialogheze cu agitatorii, autoritățile au fost nevoite să tragă asupra manifestanților, unii dintre aceștia murind, iar alții fiind răniți. Ceilalți participanți la protest au fugit în Bulgaria și în Rusia, de unde au cerut guvernare directă a Bugeacului de la Istanbul, iar către cancelariile diplomatice au redactat proteste și au publicat broșuri precum "Atrocitățile cârmuirii moldovenești" ("Les atrocités du gouvernement moldave", 1861). Ele au fost primite cu indiferență pentru că între timp, guvernul român a renunțat la incorporarea etnicilor bulgari și a emis un decret ce întărea drepturile acestei minorități, astfel că tensiunea a dispărut.
Anii 1860-1870 ani ai secolului al XIX-lea au fost caracterizați printr-un nou avânt al mișcării de eliberare națională din Bulgaria de sub autoritățile turcești. În 1871, a trecut prin Bolgrad revoluționarul bulgar Hristo Botev. În 1876 a început publicarea ziarului de orientare liberală Vocea bulgarilor (în bulgară Български глас).
Mulți locuitori din Bolgrad și din satele din împrejurimi s-au alăturat în mod voluntar trupelor ruse și române care luptau pentru eliberarea Bulgariei. Peste 150 de bolgrădeni au murit pe câmpul de luptă pentru eliberarea patriei lor. În urma Tratatului de pace de la Berlin din 1878, România a cedat Rusiei ținutul Cahul, Bolgrad și Ismail cu o suprafață de 10.288 de verste (adică 9.642 km2), primind în schimb Dobrogea cu o suprafață de 15.570 km2.

### Sub administrația țaristă (1878-1917)
La izbucnirea Primului Război Balcanic (1912-1913), 5 persoane din Bolgrad s-au înrolat ca voluntari în Corpurile de voluntari macedo-adrianopolitani.
Izbucnirea primului război mondial a întrerupt activitatea pașnică a bulgarilor din Basarabia. Multe familii au fost nevoite să se refugieze în satele dimprejur. Rata șomajului a crescut brusc. 

### Perioada interbelică

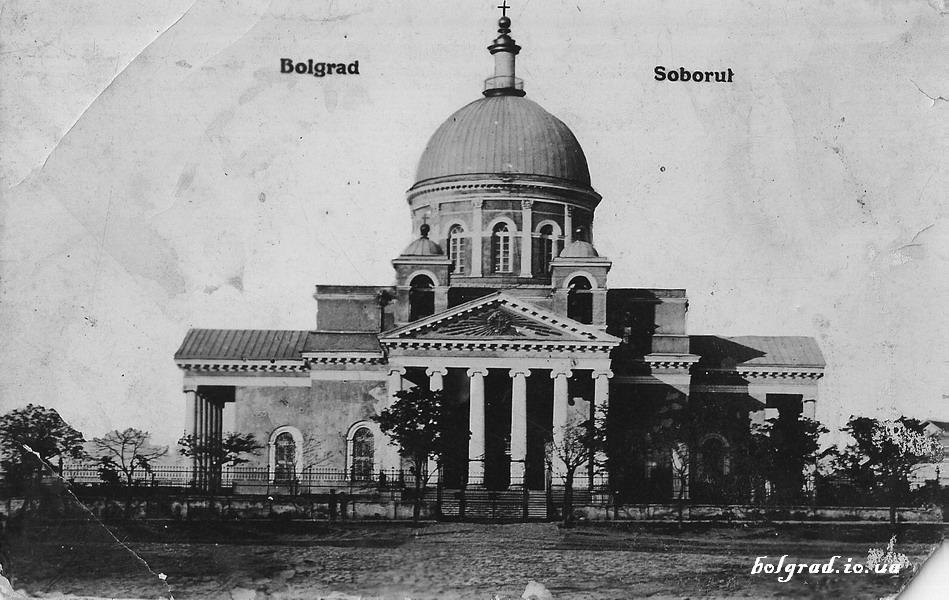
Soborul Schimbării la Față în anii 1930.

Republica Democratică Moldovenească, inclusiv orașul Bolgrad, și-a proclamat independența în anul 1917. A început construirea drumului național Bolgrad-Ismail.
Structura etnică a populației în 1930
     Români (19,06%)
     Ruși (10,11%)
     Evrei (8,51%)
     Bulgari (57,9%)
     Găgăuzi (0,96%)
     Germani (1,27%)
     Alte etnii (2,19%)
După Unirea Basarabiei cu România la 27 martie 1918, orașul Bolgrad a intrat în componența Regatului României, ca localitate de reședință a plasei Bolgrad a județului Ismail. Pe atunci majoritatea populației era formată din bulgari, existând și comunități mai mari de români, ruși și evrei. 
La recensământul din 1930 au fost înregistrați 14.280 locuitori ai orașului, dintre care 8.268 bulgari (%), 2.722 români (%), 1.444 ruși (10,11%), 1.215 evrei (%), 181 germani (%), 137 găgăuzi (%), 68 polonezi, 58 greci, 27 sârbi, 21 unguri, 14 albanezi, 11 armeni, 11 ucraineni, 10 turci, 5 cehi și 1 tătar. La 1 ianuarie 1940, din cei 10.713 locuitori ai orașului, 7.429 erau bulgari (69,35%), 1.485 români (13,86%), 968 ruși (9,04%), 517 evrei (4,83%), 86 ucraineni, 79 găgăuzi, 26 polonezi, 19 germani și 104 de altă naționalitate.
În perioada interbelică au funcționat aici o pretură, o primărie, o judecătorie de ocol, o percepție fiscală, o secție de poliție, o unitate de pompieri, un serviciu sanitar orășenesc, un serviciu veterinar, un oficiu P.T.T. de stat și un oficiu telefonic. Din cele trei drumuri naționale care străbăteau județul, două treceau prin Bolgrad: Galați – Reni – Bolgrad - Tarutino și Comrat – Bolgrad – Ismail – Chilia Nouă.

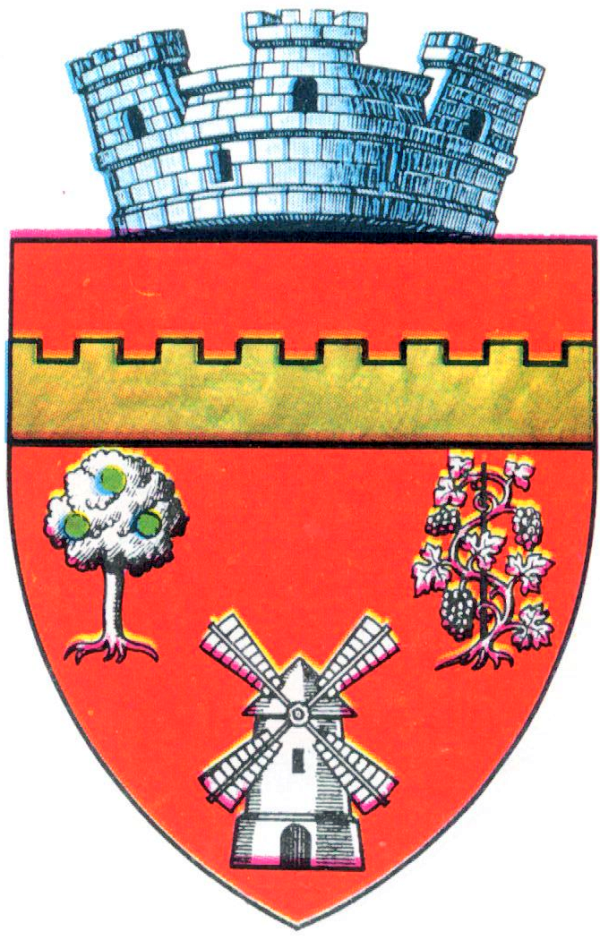
Stema interbelică a orașului Bolgrad (adoptată în 1932)

Prin decretul regal din 20 septembrie 1932 a fost aprobată stema cu următoarea descrierii: „scut roșu, având la dreapta un pom dezrădăcinat, cu trei fructe verzi, la stânga o viță-de-vie cu struguri și frunze, toate de argint, pe un arac negru; in vârf o moară de vânt de argint, sus o fascie crenelată de aur. Scutul timbrat cu o coroană murală de argint cu trei turnuri. Simbolizează bogăția orașului în grădini și vii și valul roman ce trece în apropierea lui”.
Orașul Bolgrad este situat pe malul nordic al limanului Ialpug, el fiind situat la o distanță de 47 km de orașul Ismail (reședința județului), la 65 km de Galați și la 270 km de București. Cea mai apropiată stație de cale ferată era stația Valul lui Traian pe linia Galați – Basarabeasca – Tighina, la o distanță de 6 km de oraș. 
Datorită așezării sale geografice într-o regiune de stepă și pe malul limanului Ialpug, orașul Bolgrad a devenit un important nod comercial, pe aici derulându-se un comerț de cereale, bovine, porcine, produse animale, struguri și fructe, mai ales din județele Basarabiei. Aici funcționau o uzină electrică, un depozit C.A.M., 3 fabrici de cărămizi, o fabrică de postav, o moară, o tăbăcărie, precum și ateliere de industrie casnică: mătase, broderii, pânză, covoare. De asemenea, își desfășurau activitatea în localitate trei agenții bancare. Interesele sindicale erau reprezentate de Liga meseriașilor patroni și lucrători și de Asociația funcționarilor particulari. 
Fiind un centru important pe plan local, ființau aici un liceu de băieți, un liceu de fete, un gimnaziu, 8 școli primare și 6 grădinițe. De asemenea, pentru ocrotirea sănătății își desfășurau activitatea un spital comunal de stat, 2 dispensare și un oficiu al Casei Asigurărilor Sociale din Galați care dispunea de servicii medicale în localitate .
Existau și societăți cultural-sportive (o organizație culturală a Centralei Caselor Naționale, o filială a Ligii Culturale, 2 cămine culturale ale Fundației Regale "Principele Carol", 4 biblioteci publice, un cinematograf și 2 societăți sportive), biserici (3 biserici ortodoxe, una lipovenească, o casă de rugăciune baptistă și o sinagogă) sau instituții de binefacere (o filială a Societății "Crucea Roșie", 2 societăți de binefacere particulare pentru ajutorarea săracilor).

### Perioada postbelică
Ca urmare a Pactului Ribbentrop-Molotov (1939), Basarabia, Bucovina de Nord și Ținutul Herța au fost anexate de către URSS la 28 iunie 1940. După ce Basarabia a fost ocupată de sovietici, Stalin a dezmembrat-o în trei părți. Astfel, la 2 august 1940, a fost înființată RSS Moldovenească, iar părțile de sud (județele românești Cetatea Albă și Ismail) și de nord (județul Hotin) ale Basarabiei, precum și nordul Bucovinei și Ținutul Herța au fost alipite RSS Ucrainene. La 7 august 1940, a fost creată regiunea Ismail, formată din teritoriile aflate în sudul Basarabiei și care au fost alipite RSS Ucrainene .
În perioada 1941-1944, toate teritoriile anexate anterior de URSS au reintrat în componența României. La 22 august 1941, orașul Bolgrad a fost eliberat de către armatele româno-germane. Conform recensământului populației din toamna anului 1941, în orașul Bolgrad locuiau 10.713 locuitori, dintre care 7.429 erau bulgari (69,35%), 1.485 români (13,86%), 968 ruși (9,04%), 517 evrei (4,83%), 86 ucraineni, 79 găgăuzi, 26 polonezi, 19 germani și 104 de altă naționalitate. Este de remarcat faptul că numărul evreilor (în plin proces de deportare în Transnistria) era mai mare decât cel al ucrainenilor (URSS-ul încorporând această localitate RSS Ucrainene, deși ponderea ucrainenilor era de 0,80% din populația localității) .
În anul 1944, URSS a reocupat cele trei teritorii anexate în urma ultimatumului din 26 iunie 1940, iar sudul Basarabiei a fost integrată în componența RSS Ucrainene, conform organizării teritoriale făcute de Stalin după anexarea din 1940, când Basarabia a fost ruptă în trei părți. La 25 august 1944, la două zile după înlăturarea guvernului condus de mareșalul Ion Antonescu, Armata Roșie a reintrat în Bolgrad. În luptele pentru ocuparea orașului de către sovietici, au murit căpitanul M.V. Tereșcenko, lt. I.I. Alexandrov, sergentul major D.K. Kutov, soldatul I.K. Nedostupov și alții. 
După război, au fost înființate fabrici de ulei, de articole de pielărie, de panificație, de băuturi răcoritoare și un atelier de reparații auto. S-au deschis un hotel, o baie publică, un salon de coafură. În locul teatrului distrus a fost construită o Casă de Cultură, precum și o grădină publică și un stadion. În partea de est a orașului s-a construit un cartier de blocuri pentru muncitori. 
Începând din anul 1991, orașul Bolgrad a devenit centru administrativ al raionului omonim al regiunii Odesa din cadrul Ucrainei independente. 
Spre deosebire de alte orașe din Bugeac, în Bolgrad deportările și strămutările de populație au fost limitate, privind numai Românii care au fost alungați în 1940 și Evreii care au fost deportați în Transnistria în 1941. El este încă locuit de numeroși bulgari, care sunt majoritari în populația raionului. După 1991, Bolgradul a fost teatrul unei renașteri culturale dinamice a bulgarilor din Ucraina.

## Demografie
Componența lingvistică a orașului Bolgrad
     Rusă (48,7%)
     Bulgară (32,65%)
     Ucraineană (13,92%)
     Română (1,15%)
     Alte limbi (0,43%)
Conform recensământului din 2001, nu exista o limbă vorbită de majoritatea populației, aceasta fiind compusă din vorbitori de rusă (48,7%), bulgară (32,65%), ucraineană (13,92%), găgăuză (2%) și română (1,15%).
- 1930: 14.280 (recensământ)
- 1941: 10.713 (recensământ)[14]
- 1989: 18.093 (recensământ) [17]
- 2001: 17.353 (recensământ)
- 2004: 17.082 (estimare)
- 2005: 16.302 (estimare)
- 2011. 15.479 (estim.)

## Obiective turistice
Străzile orașului sunt planificate geometric, împărțind orașul în pătrate și ajungând până pe malul lacului. În centrul orașului, pe strada Inzovskaia, a fost ridicat de către bolgrădeni un monument al generalului Ivan Inzov, fondatorul orașului. În Piața Centrală (Piața Pușkin) este un bust al scriitorului rus Aleksandr Pușkin și un monument al soldatului necunoscut. 
În Bolgrad se află Catedrala ortodoxă "Schimbarea la Față a Mântuitorului" și două biserici ortodoxe (cu hramurile Sf. Mitrofan și Sf. Nicolae) și o biserică protestantă. În apropiere de Piața centrală se află Catedrala Schimbarea la Față a Mântuitorului, construită în 1838 după planurile arhitectului rus Avraam Melnikov (care a proiectat printre altele și Catedrala Mitropolitană din Chișinău), prin donații din partea locuitorilor orașului. Ea este una dintre cele mai frumoase catedrale din sudul Ucrainei, precum și principala atracție a orașului. 
De asemenea, mai există în oraș o statuie și un bust ale lui Vladimir Ilici Lenin și un monument în memoria eroilor sovietici (ridicat pe locul unei gropi comune, având un obelisc de 17 m înălțime și fiind inaugurat la 7 noiembrie 1967).

### Parcul Pușkin
În perioada construcției orașului s-a realizat și un parc-grădină publică pe malul lacului Ialpug. După o legendă, poetul rus Pușkin ar fi vizitat orașul Bolgrad, atunci când se afla în exil, cu permisiunea generalului Inzov. După aceeași legendă, el însuși ar fi plantat un copac în parcul orașului, acest stejar existând și astăzi și având mai mult de 2 m ca diametru. În memoria poetului, parcul a fost denumit Parcul Pușkin. 

### Catedrala Schimbarea la Față

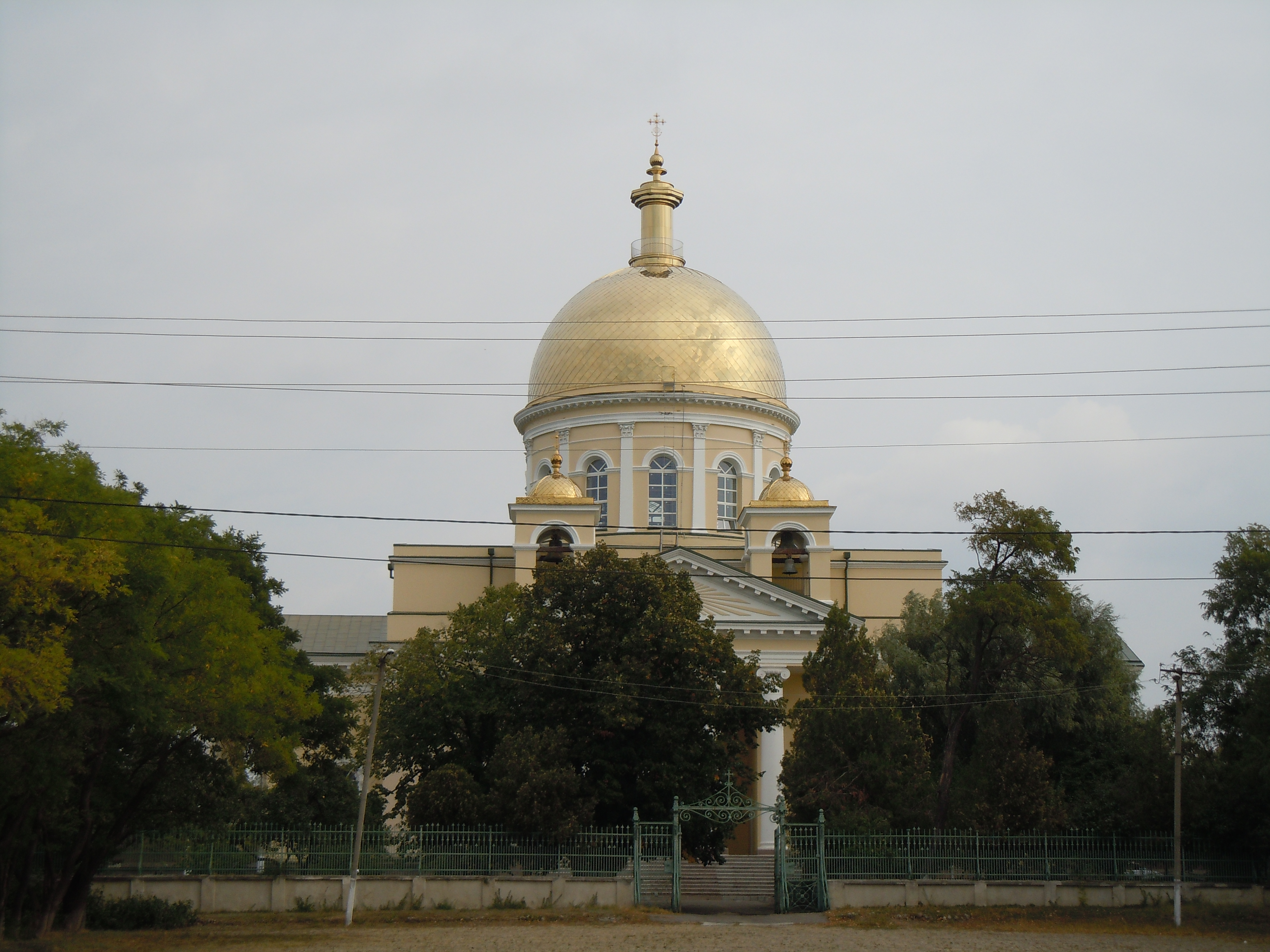
Catedrala în prezent

Construcția catedralei a început în anul 1833 și a durat aproape 5 ani, fiind realizată cu cheltuiala coloniștilor bulgari care au strâns suma de 750 de mii de ruble. Finalizată în 1838, construcția este un monument de arhitectură al secolului al XIX-lea. Țarul Nicolae I al Rusiei a donat clopotele catedralei. 
Biserica are plan în formă de cruce, remarcându-se prin claritate, simplitate și simț al proporțiilor. Arhitectul său, Avram I. Melnikov (1784-1854), a construit catedrala în stilul clasicismului târziu. Biserica are o cupolă înaltă de 50 m, care este susținută de pilaștri corintici. Spațiul interior este iluminat prin multe ferestre. 
Slujba de sfințire a catedralei a fost oficiată în limbile bulgară și română, apoi în limba slavonă. Interiorul catedralei a fost pictat în perioada 1912-1914 de către I. Piskarov în stil romantic (după desenele lui Vasnețov). Catapeteasma este sculptată din lemn și acoperită cu tablă de aur. La 22 martie 2004 a avut loc instalarea unui nou clopot în clopotnița catedralei.

### Biserica Sf. Mitrofan

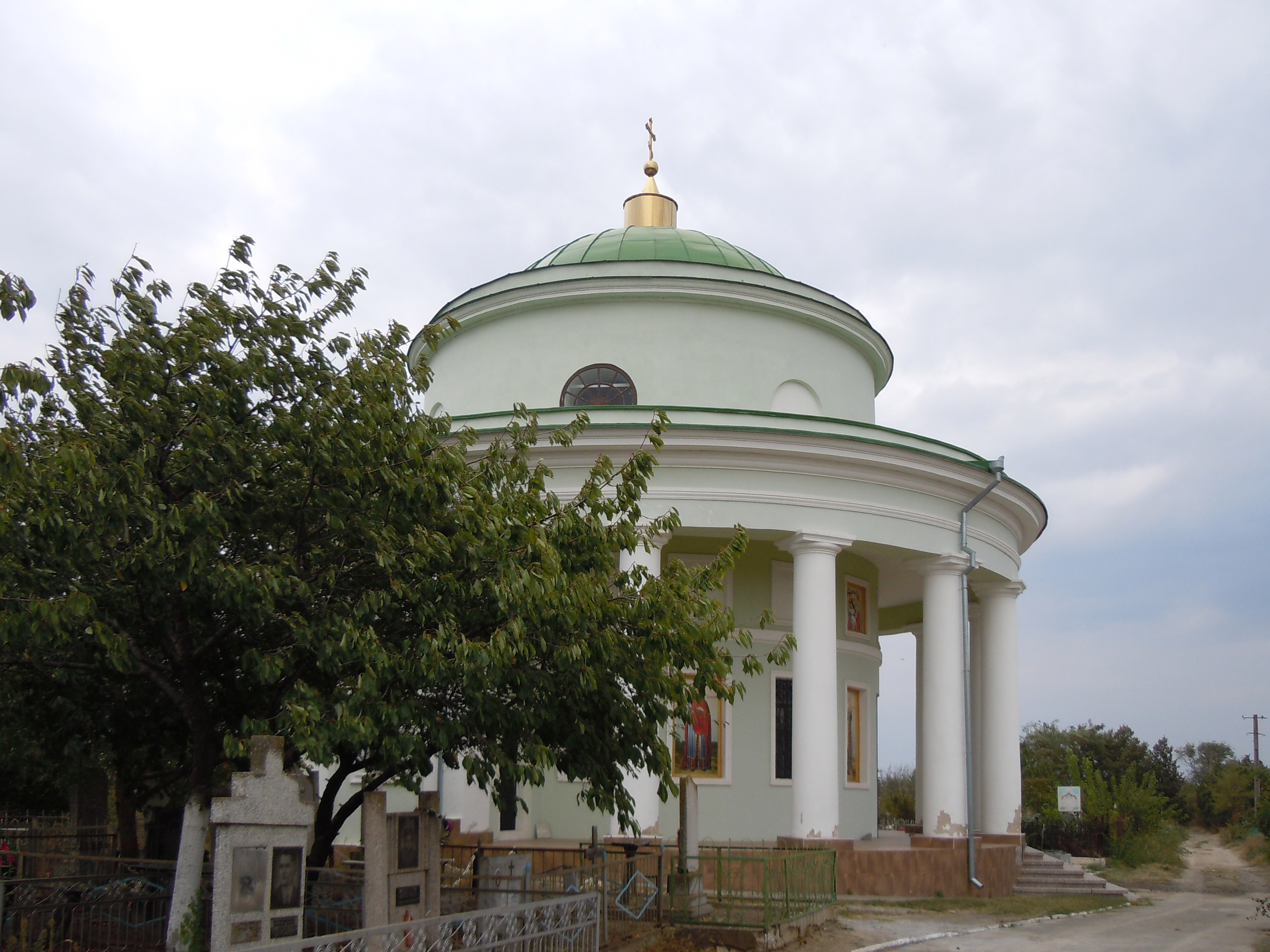
Biserica Sf. Mitrofan

La 29 iunie 1843 s-a pus piatra de temelie a bisericii Sf. Mitrofan, construcția sa făcându-se cu bani proveniți de la toate coloniile de bulgari. În 1844, în timpul construcției, a venit vestea îmbolnăvirii generalului Ivan Inzov. În mai 1845, generalul a murit la Odesa și a fost înmormântat în cimitirul din centrul orașului. În noiembrie 1846, ca urmare a dorinței testamentare a generalului Inzov, sicriul cu rămășițele sale pământești au fost aduse de la Odesa la Bolgrad (230 km) pentru a fi înmormântate în noua biserică. Între catedrală și biserica Sf. Mitrofan cortegiul a fost însoțit de mai mult de 10 mii de locuitori din Bolgrad și din coloniile vecine. Pe ultimii 500 m până la locul înmormântării bulgarii s-au deplasat în genunchi și au purtat sicriul pe umeri. Pe piatra de mormânt au fost săpate următoarele cuvinte: "El a dat o nouă viață celor strămutați, precum și o nouă patrie".

### Biserica Sf. Nicolae
Biserica Sf. Nicolae este o biserică construită în 1881 în centrul orașului, după planurile arhitectului Ton. Construită din fondurile credincioșilor ortodocși bulgari în cinstea Sf. Nicolae, ea a fost sfințită la 24 mai 1881. A funcționat până în anii '50 ai secolului al XX-lea, când a fost închisă de autoritățile sovietice atee. Clădirea bisericii a suferit în decursul timpului mai multe cutremure majore, ultimul dintre ele având loc în 1987. 

## Personalități

### Născuți la Bolgrad
- Dimitar Grekov (1847 - 1901), om politic bulgar, prim-ministru al Bulgariei (1899);
- Danail Nikolaev (1852 - 1942), general bulgar, ministru de război al Bulgariei (1886–1887, 1907–1911);
- Gheorghi Todorov (1858 - 1934), general bulgar;
- Gheorghi Iankov (1859 - 1920), colonel și jurist bulgar;
- Stefan Kisov (1861 - 1915), colonel și scriitor militar bulgar;
- Atanas Nazlamov (1863 - 1934), general bulgar, director al Școlii Militare din Veliko Târnovo (1905-1907), șeful Statului Major al Armatei Bulgare (1907-1910);
- Bogomil Beron (1866 - 1936), medic bulgar, profesor la Universitatea din Sofia, membru al Academiei de Științe din Bulgaria, președinte al Uniunii Medicale Bulgare;
- Ivan Vulpe (1876 - 1929), cântăreț de operă și pedagog muzical bulgar, unul dintre fondatorii al Operei Naționale din Sofia;
- Teodor Curtev (1877 - ?), magistrat membru al Sfatului Țării;
- Gheorghe Gheorghiev (1907 - 1999), matematician român;
- Nicolae Gheorghiu (1908 - 1990), om de stat comunist român;
- Colea Vâlcov (1909 - 1970), fotbalist;
- Petea Vâlcov (1910 - 1943), fotbalist român;
- Vladimir Cavarnali (1910 - 1966), poet român;
- Petre Cișmigiu (1915 - 2006), trăgător de tir sportiv român;
- Volodea Vâlcov (1916 - 1952), fotbalist;
- Chiril Aldea-Cuțarov (1919 - 1992), scriitor moldovean;
- Gheorghe Milcov (1926 - 1994), inginer minier de petrol;
- Iuri Kolesnikov (n. 1922), spion sovietic de etnie evreiască, scriitor, colonel KGB, Erou al Uniunii Sovietice;
- Petru Baracci (n. 1929), actor de teatru și film din Republica Moldova;
- Volf Moskovici (n. 1936), lingvist, lexicograf al limbii idiș;
- Vladimir Arnăutov (n. 1939), matematician, membru al Academiei de Științe a Moldovei;
- Nikolai Maximov (n. 1956), viceamiral rus, comandantul Flotei de Nord a Rusiei (din 2007);
- Petro Poroșenko (n. 1965), om politic, afacerist ucrainean, președinte al Ucrainei (din 2014).

### Decedați la Bolgrad
- Teodosie Ikonomov (1836-1871) - pedagog bulgar, director al Gimnaziului din Bolgrad (1867-1869)

### Au trăit la Bolgrad
- Teodor Boldur-Lățescu (1837-1891) - politician moldovean, prefect al Județului Bolgrad (1872-1876, 1877), deputat în Parlamentul României din județul Bolgrad (1876-1877, 1880-1881)
- Dimitar Agura (1849-1911) - istoric bulgar, profesor la gimnaziu (1875-1878)
- Vasil Popovici (1833-1897) - pedagog bulgar, profesor la Bolgrad (1861-1864)
- Vasil Stoianov (1839-1910) - lingvist bulgar, profesor (1873-1879)
- Nikolai Șmatko (n. 1943) - sculptor ucrainean, a lucrat aici în perioada 1985-1991